# Première circonscription de la Vendée
La première circonscription de la Vendée est une division électorale française du département de la Vendée pour les élections législatives.
Philippe Latombe, siégeant au groupe du Mouvement démocrate et apparentés, a été élu dans le cadre de cette circonscription à la suite des élections de 2017.

## Histoire
La circonscription est créée par l’ordonnance du 13 octobre 1958 relative à l’élection des députés à l’Assemblée nationale. Elle regroupe à l’origine les communes des cantons de Chantonnay, La Châtaigneraie, Mareuil-sur-Lay (devenu Mareuil-sur-Lay-Dissais en 1974), Pouzauges et La Roche-sur-Yon (scindé en deux cantons — La Roche-sur-Yon-Nord et La Roche-sur-Yon-Sud — en 1973).
Par la loi du 10 juillet 1985 modifiant le Code électoral et relative à l’élection des députés, la circonscription est supprimée afin de permettre une représentation proportionnelle par département dans le cadre des élections législatives de 1986.
Deux nouvelles lois, celle du 11 juillet 1986 relative à l’élection des députés et autorisant le gouvernement à délimiter par ordonnance les circonscriptions électorales et celle du 24 novembre 1986 relative à la délimitation des circonscriptions pour l’élection des députés, recréent la circonscription. À partir de ce découpage, elle comprend les communes des cantons de Challans, Les Essarts, Palluau, Le Poiré-sur-Vie, Rocheservière et La Roche-sur-Yon-Nord,.
Comme les autres circonscriptions du département de la Vendée, elle n’est pas concernée par le découpage de circonscriptions législatives introduit par l’ordonnance du 29 juillet 2009 portant répartition des sièges et délimitation des circonscriptions pour l’élection des députés.
À la suite de la loi du 17 mai 2013 relative à l’élection des conseillers départementaux, des conseillers municipaux et des conseillers communautaires, et modifiant le calendrier électoral et du décret du 17 février 2014 portant délimitation des cantons dans le département de la Vendée,, le découpage des cantons ne correspond plus nécessairement aux limites des circonscriptions ; selon la décision dite « Hyest » du 21 mai 2014 du Conseil d’État, « aucun texte n’impose que les limites des cantons coïncident avec celles des arrondissements, ni avec celles d’autres circonscriptions électorales ou subdivisions administratives ». Depuis le 2 avril 2015, la circonscription recouvre donc l’intégralité des cantons d’Aizenay et Challans et partiellement ceux de Chantonnay et La Roche-sur-Yon-1.

Évolution du territoire de la première circonscription depuis 1958
Découpage de 1986 (depuis 1988).
Découpage de 1958 (1958-1981).

## Composition
| Nom                          | Code Insee | Intercommunalité                                    | Superficie (km2) | Population (dernière pop. légale) | Densité (hab./km2) |
| ---------------------------- | ---------- | --------------------------------------------------- | ---------------- | --------------------------------- | ------------------ |
| Aizenay                      | 85003      | CC de Vie-et-Boulogne                               | 81,06            | 9 212 (2015)                      | 114                |
| Apremont                     | 85006      | CC de Vie-et-Boulogne                               | 29,73            | 1 784 (2015)                      | 60                 |
| Beaufou                      | 85015      | CC de Vie-et-Boulogne                               | 29,06            | 1 465 (2015)                      | 50                 |
| Bellevigny                   | 85019      | CC de Vie-et-Boulogne                               | 38,52            | 5 858 (2015)                      | 152                |
| Bois-de-Céné                 | 85024      | CC Challans-Gois-Communauté                         | 41,89            | 1 962 (2015)                      | 47                 |
| Challans                     | 85047      | CC Challans-Gois-Communauté                         | 64,84            | 20 133 (2015)                     | 311                |
| La Chapelle-Palluau          | 85055      | CC de Vie-et-Boulogne                               | 13,01            | 944 (2015)                        | 73                 |
| Châteauneuf                  | 85062      | CC Challans-Gois-Communauté                         | 15,92            | 1 013 (2015)                      | 64                 |
| Dompierre-sur-Yon            | 85081      | CA La Roche-sur-Yon - Agglomération                 | 33,60            | 4 227 (2015)                      | 126                |
| Essarts-en-Bocage            | 85084      | CC du Pays-de-Saint-Fulgent-les-Essarts             | 68,47            | 8 719 (2015)                      | 127                |
| Falleron                     | 85086      | CC de Vie-et-Boulogne                               | 28,64            | 1 553 (2015)                      | 54                 |
| La Ferrière                  | 85089      | CA La Roche-sur-Yon - Agglomération                 | 47,17            | 5 167 (2015)                      | 110                |
| Froidfond                    | 85095      | CC Challans-Gois-Communauté                         | 21,51            | 1 785 (2015)                      | 83                 |
| La Garnache                  | 85096      | CC Challans-Gois-Communauté                         | 59,49            | 4 859 (2015)                      | 82                 |
| La Genétouze                 | 85098      | CC de Vie-et-Boulogne                               | 13,12            | 1 905 (2015)                      | 145                |
| Grand’Landes                 | 85102      | CC de Vie-et-Boulogne                               | 20,49            | 653 (2015)                        | 32                 |
| L’Herbergement               | 85108      | CA Terres de Montaigu, communauté d'agglomération   | 16,75            | 3 119 (2015)                      | 186                |
| Les Lucs-sur-Boulogne        | 85129      | CC de Vie-et-Boulogne                               | 53,15            | 3 392 (2015)                      | 64                 |
| Maché                        | 85130      | CC de Vie-et-Boulogne                               | 18,13            | 1 422 (2015)                      | 78                 |
| La Merlatière                | 85142      | CC du Pays-de-Saint-Fulgent-les-Essarts             | 14,86            | 987 (2015)                        | 66                 |
| Mouilleron-le-Captif         | 85155      | CA La Roche-sur-Yon - Agglomération                 | 19,73            | 4 862 (2015)                      | 246                |
| Montréverd                   | 85197      | CA Terres de Montaigu, communauté d'agglomération   | 48,47            | 3 580 (2015)                      | 74                 |
| Palluau                      | 85169      | CC de Vie-et-Boulogne                               | 7,43             | 1 085 (2015)                      | 146                |
| Le Poiré-sur-Vie             | 85178      | CC de Vie-et-Boulogne                               | 71,90            | 8 414 (2015)                      | 117                |
| Rocheservière                | 85190      | CA Terres de Montaigu, communauté d'agglomération   | 28,15            | 3 221 (2015)                      | 114                |
| La Roche-sur-Yon-1           | 85191      | La Roche-sur-Yon-Agglomération (fraction communale) | 35,40            | 25 414 (2015)                     | 718                |
| Sainte-Cécile                | 85202      | CC du Pays-de-Chantonnay                            | 32,73            | 1 600 (2015)                      | 49                 |
| Saint-Christophe-du-Ligneron | 85204      | CC Challans-Gois-Communauté                         | 42,42            | 2 531 (2015)                      | 60                 |
| Saint-Denis-la-Chevasse      | 85208      | CC de Vie-et-Boulogne                               | 39,47            | 2 278 (2015)                      | 58                 |
| Saint-Étienne-du-Bois        | 85210      | CC de Vie-et-Boulogne                               | 29,44            | 2 104 (2015)                      | 71                 |
| Saint-Martin-des-Noyers      | 85246      | CC du Pays-de-Chantonnay                            | 41,74            | 2 305 (2015)                      | 55                 |
| Saint-Paul-Mont-Penit        | 85260      | CC de Vie-et-Boulogne                               | 16,58            | 813 (2015)                        | 49                 |
| Saint-Philbert-de-Bouaine    | 85262      | CA Terres de Montaigu, communauté d'agglomération   | 50,16            | 3 326 (2015)                      | 66                 |
| Sallertaine                  | 85280      | CC Challans-Gois-Communauté                         | 49,45            | 3 036 (2015)                      | 61                 |
| Venansault                   | 85300      | CA La Roche-sur-Yon - Agglomération                 | 44,49            | 4 652 (2015)                      | 105                |

## Historique des députations
| Législature | Début de mandat | Fin de mandat  | Député                    | Parti politique | Observations |
| ----------- | --------------- | -------------- | ------------------------- | --------------- | --- |
| Ire         | 9 décembre 1958 | 9 octobre 1962 | Michel Crucis             | CNIP            | Mandat écourté à la suite d'une dissolution parlementaire décidée par Charles de Gaulle. |
| IIe         | 6 décembre 1962 | 2 avril 1967   | Lionel de Tinguy du Pouët | MRP             | |
| IIIe        | 3 avril 1967    | 30 mai 1968    | Paul Caillaud             | RI              | Mandat écourté à la suite d'une dissolution parlementaire décidée par Charles de Gaulle. |
| IVe         | 11 juillet 1968 | 1er avril 1973 | Paul Caillaud             | RI              | |
| Ve          | 2 avril 1973    | 2 avril 1978   | Paul Caillaud             | RI              | |
| VIe         | 3 avril 1978    | 22 mai 1981    | Paul Caillaud             | RI              | Mandat écourté à la suite d'une dissolution parlementaire décidée par François Mitterrand. |
| VIIe        | 2 juillet 1981  | 1er avril 1986 | Philippe Mestre           | UDF             | |
| VIIIe       | 2 avril 1986    | 14 mai 1988    | Aucun                     | Aucun           | Proportionnelle par département, pas de député par circonscription Proportionnelle par département, pas de député par circonscription. Mandat écourté à la suite d'une dissolution parlementaire décidée par François Mitterrand. |
| IXe         | 23 juin 1988    | 1er avril 1993 | Jean-Luc Préel            | UDF             | |
| Xe          | 2 avril 1993    | 21 avril 1997  | Jean-Luc Préel            | UDF             | Mandat écourté à la suite d'une dissolution parlementaire décidée par Jacques Chirac. |
| XIe         | 12 juin 1997    | 18 juin 2002   | Jean-Luc Préel            | UDF             | |
| XIIe        | 19 juin 2002    | 19 juin 2007   | Jean-Luc Préel            | UDF             | |
| XIIIe       | 20 juin 2007    | 19 juin 2012   | Jean-Luc Préel            | Nouveau Centre  | |
| XIVe        | 20 juin 2012    | 20 juin 2017   | Alain Lebœuf              | LR              | |
| XVe         | 21 juin 2017    | 21 juin 2022   | Philippe Latombe          | MoDem           | |
| XVIe        | 22 juin 2022    | 9 juin 2024    | Philippe Latombe          | MoDem           | Mandat écourté à la suite d'une dissolution parlementaire décidée par Emmanuel Macron. |
| XVIIe       | 8 juillet 2024  | En cours       | Philippe Latombe          | MoDem           | |

## Historique des élections

### Élections de 1958
| Candidat       | Candidat                  | Parti          | Premier tour | Premier tour | Second tour | Second tour |  |
| Candidat       | Candidat                  | Parti          | Voix         | %            | Voix        | %           |  |
| -------------- | ------------------------- | -------------- | ------------ | ------------ | ----------- | ----------- |  |
|                | Michel Crucis élu         | CNIP           | 22 167       | 45,26        | 32 368      | 73,74       |  |
|                | Lionel de Tinguy du Pouët | MRP            | 13 614       | 27,8         | Retrait     | Retrait     |  |
|                | Roger Guillot             | SFIO           | 4 150        | 8,47         | Retrait     | Retrait     |  |
|                | Jean Magaud               | UNR            | 4 038        | 8,24         | 7 750       | 17,66       |  |
|                | Auguste Brunet            | PCF            | 3 045        | 6,22         | 3 776       | 8,6         |  |
|                | Joseph Maupilier          | UFF            | 1 962        | 4,01         |             |             |  |
|                |                           |                |              |              |             |             |  |
| Inscrits       | Inscrits                  | Inscrits       | 59 152       | 100,00       | 59 132      | 100,00      |  |
| Abstentions    | Abstentions               | Abstentions    | 8 723        | 14,75        | 13 448      | 22,74       |  |
| Votants        | Votants                   | Votants        | 50 429       | 85,25        | 45 684      | 77,26       |  |
| Blancs et nuls | Blancs et nuls            | Blancs et nuls | 1 453        | 2,88         | 1 790       | 3,92        |  |
| Exprimés       | Exprimés                  | Exprimés       | 48 976       | 97,12        | 43 894      | 96,08       |  |

Le Docteur Henri Girard, conseiller municipal de La Roche-sur-Yon était le suppléant de Michel Crucis.

### Élections de 1962
| Candidat       | Candidat                      | Parti          | Premier tour | Premier tour | Second tour | Second tour |  |
| Candidat       | Candidat                      | Parti          | Voix         | %            | Voix        | %           |  |
| -------------- | ----------------------------- | -------------- | ------------ | ------------ | ----------- | ----------- |  |
|                | Lionel de Tinguy du Pouët élu | MRP            | 20 281       | 47,97        | 24 875      | 58,41       |  |
|                | Michel Crucis sortant         | CNIP           | 14 897       | 35,24        | 12 055      | 28,31       |  |
|                | Eugène Auger                  | SFIO           | 3 637        | 8,6          | 5 657       | 13,28       |  |
|                | Auguste Brunet                | PCF            | 3 460        | 8,18         | Retrait     | Retrait     |  |
|                |                               |                |              |              |             |             |  |
| Inscrits       | Inscrits                      | Inscrits       | 59 045       | 100,00       | 57 842      | 100,00      |  |
| Abstentions    | Abstentions                   | Abstentions    | 14 341       | 24,29        | 13 544      | 23,42       |  |
| Votants        | Votants                       | Votants        | 44 704       | 75,71        | 44 298      | 76,58       |  |
| Blancs et nuls | Blancs et nuls                | Blancs et nuls | 2 429        | 5,43         | 1 711       | 3,86        |  |
| Exprimés       | Exprimés                      | Exprimés       | 42 275       | 94,57        | 42 587      | 96,14       |  |

Le suppléant de Lionel de Tinguy du Pouët était Auguste Grit, exploitant agricole, conseiller municipal de Saint-André-d'Ornay.

### Élections de 1967
| Candidat       | Candidat                          | Parti          | Premier tour | Premier tour | Second tour | Second tour |  |
| Candidat       | Candidat                          | Parti          | Voix         | %            | Voix        | %           |  |
| -------------- | --------------------------------- | -------------- | ------------ | ------------ | ----------- | ----------- |  |
|                | Paul Caillaud élu                 | RI             | 22 352       | 44,41        | 24 903      | 53,76       |  |
|                | Lionel de Tinguy du Pouët sortant | CD (PDM)       | 18 306       | 36,37        | 21 418      | 46,24       |  |
|                | Eugène Auger                      | FGDS (SFIO)    | 5 354        | 10,64        |             |             |  |
|                | Auguste Brunet                    | PCF            | 4 315        | 8,57         |             |             |  |
|                |                                   |                |              |              |             |             |  |
| Inscrits       | Inscrits                          | Inscrits       | 59 724       | 100,00       | 59 718      | 100,00      |  |
| Abstentions    | Abstentions                       | Abstentions    | 7 928        | 13,27        | 10 403      | 17,42       |  |
| Votants        | Votants                           | Votants        | 51 796       | 86,73        | 49 315      | 82,58       |  |
| Blancs et nuls | Blancs et nuls                    | Blancs et nuls | 1 469        | 2,84         | 2 994       | 6,07        |  |
| Exprimés       | Exprimés                          | Exprimés       | 50 327       | 97,16        | 46 321      | 93,93       |  |

Le suppléant de Paul Caillaud était Georges Seguin, géomètre-expert, maire de Pouzauges.

### Élections de 1968
|                | Paul Caillaud sortant réélu | RI (URP)       | 35 436 | 72     |  |  |  |
|                | Jean-François Morineau      | PSU            | 6 003  | 12,2   |  |  |  |
|                | Eugène Auger                | FGDS (SFIO)    | 4 262  | 8,66   |  |  |  |
|                | Auguste Brunet              | PCF            | 3 514  | 7,14   |  |  |  |
|                |                             |                |        |        |  |  |  |
| Inscrits       | Inscrits                    | Inscrits       | 60 023 | 100,00 |  |  |  |
| Abstentions    | Abstentions                 | Abstentions    | 8 836  | 14,72  |  |  |  |
| Votants        | Votants                     | Votants        | 51 187 | 85,28  |  |  |  |
| Blancs et nuls | Blancs et nuls              | Blancs et nuls | 1 972  | 3,85   |  |  |  |
| Exprimés       | Exprimés                    | Exprimés       | 49 215 | 96,15  |  |  |  |

Le suppléant de Paul Caillaud était Georges Seguin.

### Élections de 1973
|                | Paul Caillaud sortant réélu | RI (URP)       | 29 262 | 53,52  |  |  |  |
|                | Louis Champain              | MR             | 10 323 | 18,88  |  |  |  |
|                | Jean-René Brukhovetsky      | PS (UGSD)      | 5 470  | 10     |  |  |  |
|                | Jean-François Morineau      | PSU            | 5 270  | 9,64   |  |  |  |
|                | Marcel Guintard             | PCF            | 4 350  | 7,96   |  |  |  |
|                |                             |                |        |        |  |  |  |
| Inscrits       | Inscrits                    | Inscrits       | 65 207 | 100,00 |  |  |  |
| Abstentions    | Abstentions                 | Abstentions    | 8 563  | 13,13  |  |  |  |
| Votants        | Votants                     | Votants        | 56 644 | 86,87  |  |  |  |
| Blancs et nuls | Blancs et nuls              | Blancs et nuls | 1 969  | 3,48   |  |  |  |
| Exprimés       | Exprimés                    | Exprimés       | 54 675 | 96,52  |  |  |  |

Le suppléant de Paul Caillaud était Raymond Biteau, directeur technique, Montournais.

### Élections de 1978
| Candidat       | Candidat                    | Parti          | Premier tour | Premier tour | Second tour | Second tour |  |
| Candidat       | Candidat                    | Parti          | Voix         | %            | Voix        | %           |  |
| -------------- | --------------------------- | -------------- | ------------ | ------------ | ----------- | ----------- |  |
|                | Paul Caillaud sortant réélu | UDF (PR)       | 16 637       | 25,08        | 40 844      | 61,82       |  |
|                | Daniel Astier               | PS             | 14 508       | 21,87        | 25 221      | 38,18       |  |
|                | Gérard Priouzeau            | Divers droite  | 13 509       | 20,36        | Retrait     | Retrait     |  |
|                | Alain Chenot                | RPR            | 12 194       | 18,38        | Retrait     | Retrait     |  |
|                | Marcel Guintard             | PCF            | 6 042        | 9,11         |             |             |  |
|                | Jean Coirier                | PSU (FA)       | 1 815        | 2,74         |             |             |  |
|                | Paul Raynaud                | LO             | 1 631        | 2,46         |             |             |  |
|                |                             |                |              |              |             |             |  |
| Inscrits       | Inscrits                    | Inscrits       | 77 467       | 100,00       | 77 451      | 100,00      |  |
| Abstentions    | Abstentions                 | Abstentions    | 9 288        | 11,99        | 9 809       | 12,66       |  |
| Votants        | Votants                     | Votants        | 68 179       | 88,01        | 67 642      | 87,34       |  |
| Blancs et nuls | Blancs et nuls              | Blancs et nuls | 1 843        | 2,7          | 1 577       | 2,33        |  |
| Exprimés       | Exprimés                    | Exprimés       | 66 336       | 97,3         | 66 065      | 97,67       |  |

Le suppléant de Paul Caillaud était Jean-Luc Fonteneau, ingénieur, Pouzauges.

### Élections de 1981
|                | Philippe Mestre élu | UDF (AD)       | 31 904 | 53,74  |  |  |  |
|                | Jacques Auxiette    | PS             | 23 293 | 39,24  |  |  |  |
|                | Marcel Guintard     | PCF            | 2 571  | 4,33   |  |  |  |
|                | Jean Coirier        | PSU            | 1 597  | 2,69   |  |  |  |
|                |                     |                |        |        |  |  |  |
| Inscrits       | Inscrits            | Inscrits       | 80 703 | 100,00 |  |  |  |
| Abstentions    | Abstentions         | Abstentions    | 20 239 | 25,08  |  |  |  |
| Votants        | Votants             | Votants        | 60 464 | 74,92  |  |  |  |
| Blancs et nuls | Blancs et nuls      | Blancs et nuls | 1 099  | 1,82   |  |  |  |
| Exprimés       | Exprimés            | Exprimés       | 59 365 | 98,18  |  |  |  |

Le suppléant de Philippe Mestre était Paul Caillaud.

### Élections de 1988
|                | Jean-Luc Préel sortant réélu | UDF (AD) (URC) | 24 834 | 51,48  |  |  |  |
|                | Jacques Auxiette             | PS             | 19 555 | 40,54  |  |  |  |
|                | Patrick Favre                | FN             | 2 508  | 5,2    |  |  |  |
|                | Fernand Mercereau            | PCF            | 1 339  | 2,78   |  |  |  |
|                | Jean-Pierre Le Ridant        | diss. RPR      | 1      | 0      |  |  |  |
|                |                              |                |        |        |  |  |  |
| Inscrits       | Inscrits                     | Inscrits       | 72 371 | 100,00 |  |  |  |
| Abstentions    | Abstentions                  | Abstentions    | 22 666 | 31,32  |  |  |  |
| Votants        | Votants                      | Votants        | 49 705 | 68,68  |  |  |  |
| Blancs et nuls | Blancs et nuls               | Blancs et nuls | 1 468  | 2,95   |  |  |  |
| Exprimés       | Exprimés                     | Exprimés       | 48 237 | 97,05  |  |  |  |

Le suppléant de Jean-Luc Préel était Paul Bazin, pharmacien, conseiller général du canton du Poiré-sur-Vie, maire des Lucs-sur-Boulogne.

### Élections de 1993
|                | Jean-Luc Préel sortant réélu | UDF (AD)       | 29 160 | 55,3   |  |  |  |
|                | Jacques Auxiette             | PS (ADFP)      | 11 129 | 21,11  |  |  |  |
|                | Jean Guibert                 | GÉ (EÉ)        | 5 377  | 10,2   |  |  |  |
|                | Jack-Olivier Brayet          | FN             | 4 040  | 7,66   |  |  |  |
|                | Joe Gallet                   | PCF            | 1 680  | 3,19   |  |  |  |
|                | Alix de Bataille             | LT-LNÉ         | 1 345  | 2,55   |  |  |  |
|                |                              |                |        |        |  |  |  |
| Inscrits       | Inscrits                     | Inscrits       | 76 883 | 100,00 |  |  |  |
| Abstentions    | Abstentions                  | Abstentions    | 20 341 | 26,46  |  |  |  |
| Votants        | Votants                      | Votants        | 56 542 | 73,54  |  |  |  |
| Blancs et nuls | Blancs et nuls               | Blancs et nuls | 3 811  | 6,74   |  |  |  |
| Exprimés       | Exprimés                     | Exprimés       | 52 731 | 93,26  |  |  |  |

Le suppléant de Jean-Luc Préel était Louis Ducept, DVD, pharmacien à Challans.

### Élections de 1997
| Candidat       | Candidat                     | Parti          | Premier tour | Premier tour | Second tour | Second tour |  |
| Candidat       | Candidat                     | Parti          | Voix         | %            | Voix        | %           |  |
| -------------- | ---------------------------- | -------------- | ------------ | ------------ | ----------- | ----------- |  |
|                | Jean-Luc Préel sortant réélu | UDF (AD)       | 22 693       | 43,99        | 30 049      | 57,12       |  |
|                | Gilles Bourmaud              | PS             | 15 153       | 29,37        | 22 557      | 42,88       |  |
|                | Jack-Olivier Brayet          | FN             | 4 664        | 9,04         |             |             |  |
|                | Jean-François Martineau      | GÉ             | 3 210        | 6,22         |             |             |  |
|                | Juliette Gilles              | Divers droite  | 2 881        | 5,58         |             |             |  |
|                | Bertrand Lavigne             | PCF            | 2 496        | 4,84         |             |             |  |
|                | Jean-François Monnet         | PLN            | 490          | 0,95         |             |             |  |
|                |                              |                |              |              |             |             |  |
| Inscrits       | Inscrits                     | Inscrits       | 79 617       | 100,00       | 79 614      | 100,00      |  |
| Abstentions    | Abstentions                  | Abstentions    | 23 135       | 29,06        | 23 241      | 29,19       |  |
| Votants        | Votants                      | Votants        | 56 482       | 70,94        | 56 373      | 70,81       |  |
| Blancs et nuls | Blancs et nuls               | Blancs et nuls | 4 895        | 8,67         | 3 767       | 6,68        |  |
| Exprimés       | Exprimés                     | Exprimés       | 51 587       | 91,33        | 52 606      | 93,32       |  |

Le suppléant de Jean-Luc Préel était Didier Mandelli, du Poiré-sur-Vie, cadre commercial agricole.

### Élections de 2002
|                | Jean-Luc Préel sortant réélu | UDF              | 28 154 | 51,46  |  |  |  |
|                | Patricia Cereijo             | PS               | 13 543 | 24,76  |  |  |  |
|                | Yseult Desmier               | FN               | 3 049  | 5,57   |  |  |  |
|                | Michel Deriez                | CPNT             | 2 975  | 5,44   |  |  |  |
|                | Annick Tarot                 | Les Verts        | 2 754  | 5,03   |  |  |  |
|                | Gilles Robin                 | LO               | 1 272  | 2,33   |  |  |  |
|                | Lisiane Guibert              | PCF              | 934    | 1,71   |  |  |  |
|                | Olivier Foucher              | Pôle républicain | 803    | 1,47   |  |  |  |
|                | Alain Bouyer                 | MÉI              | 722    | 1,32   |  |  |  |
|                | Jeanine Veillat              | MNR              | 502    | 0,92   |  |  |  |
|                |                              |                  |        |        |  |  |  |
| Inscrits       | Inscrits                     | Inscrits         | 86 846 | 100,00 |  |  |  |
| Abstentions    | Abstentions                  | Abstentions      | 30 564 | 35,19  |  |  |  |
| Votants        | Votants                      | Votants          | 56 282 | 64,81  |  |  |  |
| Blancs et nuls | Blancs et nuls               | Blancs et nuls   | 1 574  | 2,8    |  |  |  |
| Exprimés       | Exprimés                     | Exprimés         | 54 708 | 97,2   |  |  |  |

La suppléante de Jean-Luc Préel était Lise Prudent, adjointe au maire de Challans.

### Élections de 2007
| Candidat       | Candidat                     | Parti          | Premier tour | Premier tour | Second tour | Second tour |  |
| Candidat       | Candidat                     | Parti          | Voix         | %            | Voix        | %           |  |
| -------------- | ---------------------------- | -------------- | ------------ | ------------ | ----------- | ----------- |  |
|                | Jean-Luc Préel sortant réélu | NC             | 17 761       | 31,03        | 29 056      | 56,89       |  |
|                | Alain Lebœuf                 | Divers droite  | 15 993       | 27,94        | Retrait     | Retrait     |  |
|                | Patricia Cereijo             | PS             | 14 460       | 25,26        | 22 014      | 43,11       |  |
|                | Anne Valin                   | Les Verts      | 2 041        | 3,57         |             |             |  |
|                | Mayi Gil                     | LCR            | 1 491        | 2,6          |             |             |  |
|                | Brigitte Neveux              | FN             | 1 293        | 2,26         |             |             |  |
|                | Nathalie Botton              | CPNT           | 1 232        | 2,15         |             |             |  |
|                | Corinne Moreau               | PCF            | 1 129        | 1,97         |             |             |  |
|                | Jacques Charrier             | MÉI            | 837          | 1,46         |             |             |  |
|                | Gilles Robin                 | LO             | 635          | 1,11         |             |             |  |
|                | Marie-Madeleine Violleau     | MNR            | 373          | 0,65         |             |             |  |
|                | Jacqueline Sorin             | Divers         | 0            | 0            |             |             |  |
|                |                              |                |              |              |             |             |  |
| Inscrits       | Inscrits                     | Inscrits       | 95 367       | 100,00       | 95 366      | 100,00      |  |
| Abstentions    | Abstentions                  | Abstentions    | 36 430       | 38,2         | 42 308      | 44,36       |  |
| Votants        | Votants                      | Votants        | 58 937       | 61,8         | 53 058      | 55,64       |  |
| Blancs et nuls | Blancs et nuls               | Blancs et nuls | 1 692        | 2,87         | 1 988       | 3,75        |  |
| Exprimés       | Exprimés                     | Exprimés       | 57 245       | 97,13        | 51 070      | 96,25       |  |

### Élections de 2012
| Candidat                          | Candidat             | Parti                    | Premier tour | Premier tour | Second tour | Second tour |  |
| Candidat                          | Candidat             | Parti                    | Voix         | %            | Voix        | %           |  |
| --------------------------------- | -------------------- | ------------------------ | ------------ | ------------ | ----------- | ----------- |  |
|                                   | Alain Lebœuf élu     | Divers droite (UMP, MPF) | 23 646       | 40,19        | 30 005      | 53,19       |  |
|                                   | Martine Chantecaille | PS                       | 20 807       | 35,37        | 26 402      | 46,81       |  |
|                                   | Richard Ducret       | FN                       | 5 751        | 9,77         |             |             |  |
|                                   | Anita Charrieau      | FG (PCF)                 | 2 137        | 3,63         |             |             |  |
|                                   | Anne Valin           | EÉLV                     | 1 903        | 3,23         |             |             |  |
|                                   | Joseph Nicoleau      | MoDem                    | 1 736        | 2,95         |             |             |  |
|                                   | Marylène Cortey      | PCD                      | 1 077        | 1,83         |             |             |  |
|                                   | Alain Bouyer         | MÉI                      | 556          | 0,95         |             |             |  |
|                                   | Geneviève Fontaine   | DLR                      | 549          | 0,93         |             |             |  |
|                                   | François Lagleize    | NPA                      | 339          | 0,58         |             |             |  |
|                                   | Gilles Robin         | LO                       | 333          | 0,57         |             |             |  |
|                                   |                      |                          |              |              |             |             |  |
| Inscrits                          | Inscrits             | Inscrits                 | 102 171      | 100,00       | 102 173     | 100,00      |  |
| Abstentions                       | Abstentions          | Abstentions              | 41 844       | 40,95        | 44 230      | 43,29       |  |
| Votants                           | Votants              | Votants                  | 60 327       | 59,05        | 57 943      | 56,71       |  |
| Blancs et nuls                    | Blancs et nuls       | Blancs et nuls           | 1 493        | 2,47         | 1 536       | 2,65        |  |
| Exprimés                          | Exprimés             | Exprimés                 | 58 834       | 97,53        | 56 407      | 97,35       |  |
| Source : Ministère de l'Intérieur |                      |                          |              |              |             |             |  |

### Élections de 2017
|                                                                           |                                                                |                           |                           |                          |                          |
|                                                                           |                                                                | Premier tour 11 juin 2017 | Premier tour 11 juin 2017 | Second tour 18 juin 2017 | Second tour 18 juin 2017 |
|                                                                           |                                                                |                           |                           |                          |                          |
|                                                                           |                                                                | Nombre                    | % des inscrits            | Nombre                   | % des inscrits           |
| Inscrits                                                                  | Inscrits                                                       | 109 670                   | 100,00                    | 109 666                  | 100,00                   |
| Abstentions                                                               | Abstentions                                                    | 52 006                    | 47,42                     | 61 499                   | 56,08                    |
| Votants                                                                   | Votants                                                        | 57 664                    | 52,58                     | 48 167                   | 43,92                    |
|                                                                           |                                                                |                           | % des votants             |                          | % des votants            |
| Bulletins blancs                                                          | Bulletins blancs                                               | 784                       | 1,36                      | 2 684                    | 5,57                     |
| Bulletins nuls                                                            | Bulletins nuls                                                 | 498                       | 0,86                      | 1 312                    | 2,72                     |
| Suffrages exprimés                                                        | Suffrages exprimés                                             | 56 382                    | 97,78                     | 44 171                   | 91,70                    |
|                                                                           |                                                                |                           |                           |                          |                          |
| Étiquette politique                                                       | Étiquette politique                                            | Voix                      | % des exprimés            | Voix                     | % des exprimés           |
|                                                                           |                                                                |                           |                           |                          |                          |
|                                                                           | Philippe Latombe Mouvement démocrate (La République en marche) | 22 581                    | 40,05                     | 24 156                   | 54,69                    |
|                                                                           | Alain Lebœuf (député sortant) Les Républicains                 | 14 971                    | 26,55                     | 20 015                   | 45,31                    |
|                                                                           | Gwenaëlle Grietens La France insoumise                         | 5 246                     | 9,30                      |                          |                          |
|                                                                           | Catherine Roy Front national                                   | 4 993                     | 8,86                      |                          |                          |
|                                                                           | Cécile Dreure Parti socialiste                                 | 3 210                     | 5,69                      |                          |                          |
|                                                                           | Guy Batiot Europe Écologie Les Verts                           | 2 301                     | 4,08                      |                          |                          |
|                                                                           | Marie-Thérèse Châtillon Debout la France                       | 786                       | 1,39                      |                          |                          |
|                                                                           | Théo Rivière Divers (Ma voix)                                  | 616                       | 1,09                      |                          |                          |
|                                                                           | Pierrick Chaigne Parti communiste français (Front de gauche)   | 614                       | 1,09                      |                          |                          |
|                                                                           | Gilles Robin Lutte ouvrière                                    | 415                       | 0,74                      |                          |                          |
|                                                                           | Marie-Hélène Lamiot Divers droite (Parti chrétien-démocrate)   | 317                       | 0,56                      |                          |                          |
|                                                                           | Frédérique Bisière Divers (Union populaire républicaine)       | 288                       | 0,51                      |                          |                          |
|                                                                           | Anthony Mary Divers                                            | 44                        | 0,08                      |                          |                          |
|                                                                           | Didier Norynberg Écologiste                                    | 0                         | 0,00                      |                          |                          |
| Source : Ministère de l'Intérieur - Première circonscription de la Vendée |                                                                |                           |                           |                          |                          |

### Élections de 2022
|                                                    |                                                                                       |                           |                           |                          |                          |
|                                                    |                                                                                       | Premier tour 12 juin 2022 | Premier tour 12 juin 2022 | Second tour 19 juin 2022 | Second tour 19 juin 2022 |
|                                                    |                                                                                       |                           |                           |                          |                          |
|                                                    |                                                                                       | Nombre                    | % des inscrits            | Nombre                   | % des inscrits           |
| Inscrits                                           | Inscrits                                                                              | 118 646                   | 100                       | 118 663                  | 100                      |
| Abstentions                                        | Abstentions                                                                           | 62 696                    | 52.84                     | 65 206                   | 54.94                    |
| Votants                                            | Votants                                                                               | 55 950                    | 47.16                     | 53 457                   | 45.05                    |
|                                                    |                                                                                       |                           | % des votants             |                          | % des votants            |
| Bulletins blancs                                   | Bulletins blancs                                                                      | 1 123                     | 0.95                      | 2 770                    | 2.33                     |
| Bulletins nuls                                     | Bulletins nuls                                                                        | 591                       | 0.50                      | 1 534                    | 1.29                     |
| Suffrages exprimés                                 | Suffrages exprimés                                                                    | 54 236                    | 45.71                     | 49 153                   | 41.42                    |
|                                                    |                                                                                       |                           |                           |                          |                          |
| Candidat Étiquette politique (partis et alliances) | Candidat Étiquette politique (partis et alliances)                                    | Voix                      | % des exprimés            | Voix                     | % des exprimés           |
|                                                    |                                                                                       |                           |                           |                          |                          |
|                                                    | Philippe Latombe (député sortant) Ensemble (Mouvement démocrate)                      | 16 624                    | 30,65                     | 27 885                   | 56,73                    |
|                                                    | Lucie Etonno Nouvelle Union populaire écologique et sociale Europe Écologie Les Verts | 13 106                    | 24,16                     | 21 268                   | 43,26                    |
|                                                    | Laurent Caillaud Les Républicains                                                     | 9 191                     | 16,95                     |                          |                          |
|                                                    | Lila N'Dong Rassemblement national                                                    | 8 791                     | 16,21                     |                          |                          |
|                                                    | Eric Mauvoisin-Delavaud Reconquête                                                    | 1 971                     | 3,63                      |                          |                          |
|                                                    | Alain Bouyer Mouvement écologiste indépendant                                         | 1 210                     | 2.23                      |                          |                          |
|                                                    | Vincent Pilet Le Mouvement de la ruralité                                             | 990                       | 1,83                      |                          |                          |
|                                                    | Jean-François Hée Les Patriotes                                                       | 796                       | 1,47                      |                          |                          |
|                                                    | Gilles Robin Lutte ouvrière                                                           | 627                       | 1,16                      |                          |                          |
|                                                    | Arthur Dubois Parti animaliste                                                        | 455                       | 0,84                      |                          |                          |
|                                                    | Aya Salama Allons Enfants                                                             | 256                       | 0,47                      |                          |                          |
|                                                    | Etienne Dreyfus Solidarité et Progrès                                                 | 219                       | 0,40                      |                          |                          |

### Élections anticipées de 2024
| Candidat       | Candidat                       | Parti          | Premier tour | Premier tour | Second tour | Second tour |  |
| Candidat       | Candidat                       | Parti          | Voix         | %            | Voix        | %           |  |
| -------------- | ------------------------------ | -------------- | ------------ | ------------ | ----------- | ----------- |  |
|                | Simon-Pierre Paulin            | RAD (RN)       | 26 105       | 32,17        | 31 121      | 39,10       |  |
|                | Philippe Latombe sortant réélu | MoDem (ENS)    | 23 136       | 28,51        | 48 477      | 60,90       |  |
|                | Lucie Etonno                   | EÉLV (NFP)     | 18 929       | 23,32        | Retrait     | Retrait     |  |
|                | Laurent Caillaud               | LC (LR)        | 10 607       | 13,07        |             |             |  |
|                | Jean-Marc Barial               | DLF            | 1 436        | 1,77         |             |             |  |
|                | Gilles Robin                   | LO             | 942          | 1,16         |             |             |  |
|                |                                |                |              |              |             |             |  |
| Inscrits       | Inscrits                       | Inscrits       | 120 711      | 100,00       | 120 759     | 100,00      |  |
| Abstentions    | Abstentions                    | Abstentions    | 36 734       | 30,43        | 36 503      | 30,23       |  |
| Votants        | Votants                        | Votants        | 83 977       | 69,57        | 84 256      | 69,77       |  |
| Blancs et nuls | Blancs et nuls                 | Blancs et nuls | 2 822        | 3,36         | 4 658       | 5,53        |  |
| Exprimés       | Exprimés                       | Exprimés       | 81 155       | 96,64        | 79 598      | 94,47       |  |